# Laurent-Pierre de Jussieu
Pour les articles homonymes, voir Jussieu.
Laurent-Pierre de Jussieu est un écrivain moraliste français né à Villeurbanne le 7 février 1792 et mort à Passy le 23 février 1866.

## Famille
Son frère, Alexis de Jussieu (17 août 1802- mort le 25 octobre 1865 au château de Beauvernay à Saint-Nizier-sous-Charlieu dans la Loire), est avocat avant 1830 et rédacteur au Courrier français (en). Après la révolution de Juillet, il est préfet du département de l’Ain puis de celui de la Vienne. En 1837, il est nommé directeur de la police au ministère de l'Intérieur. En 1851, il participe à l’introduction du gaz à Madrid. Puis il est archiviste en Charente.
Laurent-Pierre de Jussieu est le neveu d'Antoine-Laurent de Jussieu et le cousin d'Adrien de Jussieu, tous deux botanistes.

## Biographie
En 1811, il est aide-naturaliste-adjoint au Muséum d'histoire naturelle dirigé par son oncle, et il suit les cours de minéralogie de René Just Haüy.
Pour la Société pour l'instruction élémentaire, il écrit Simon de Nantua publié chez Louis Colas en 1818,. Simon de Nantua est un livre destiné à l'enseignement primaire, largement diffusé durant le XIXe siècle. « Le héros du livre, fait depuis quarante ans, le Tour de la France en voyageant de foire en foire. A force d’y vendre ses marchandises, il s’est enrichi, non pas d’argent, mais d’une expérience variée, ce qui lui permet de donner à tous des conseils éclairés et de leur raconter des histoires de haute moralité pour leur édification personnelle. »
Laurent-Pierre de Jussieu devient, en 1831, secrétaire général de la préfecture de la Seine .
Il est maître des requêtes au Conseil d'État .
Il est député de la Seine, siégeant au centre, de 1837 à 1842 .

## Œuvres
- Simon de Nantua. Éditeur Louis Colas (1818)[5]
- Œuvres posthumes de Simon de Nantua, Paris, 1829. L'ouvrage obtient le prix Montyon la même année.  Une édition liégeoise de H. Dessain, imprimeur-libraire parut en 1831.
- Exposé analytique des méthodes de l'abbé Gaultier, L. Colas et A. Renouard, Paris, (seconde édition en 1833, sous le titre de Guide des parents et des maîtres qui enseignent d'après les méthodes de l'abbé Gaultier, Paris, Renouard)
- Le village de Valdoré, ou Sagesse et prospérité, imité de l'allemand, 1820
- Antoine et Maurice, Paris, 1821
- Histoire de Pierre Giberne, ancien sergent de grenadiers français, ou quinze journées aux Invalides Paris
- Les petits livres du père Lami, contenant: Premières connaissances, Historiettes morales, Éléments de géographie, Histoire sainte, Histoire de France, Arts et métiers, Paris, 1830, 1833, 1842, 6 vol.